# Texas Instruments DaVinci
A
Texas Instruments DaVinci különböző processzorokkal felépített egylapkás rendszerek családja, melyeket elsősorban beágyazott video- és képfeldolgozó alkalmazásokban használnak. A család egyes processzoraiban ARM processzormagot társítanak a TMS320 C6000 VLIW DSP családba tartozó DSP maggal egyetlen egylapkás rendszerben. Az általános célú processzor és a DSP használatával a vezérlő és a média(feldolgozó) részek külön processzorokkal hajthatók végre.
A család későbbi tagjai között megjelentek a csak DSP-vel és a csak ARM-mel rendelkező processzorok. Minden későbbi csip számos gyorsítót integrál, hogy a végtermékekben az alkalmazásspecifikus feldolgozást a processzormagokról dedikált gyorsítókra helyezzék át. A legjelentősebb ezek közül a HDVICP, egy H.264, SVC és MPEG-4 be- és kitömörítő motor, ISP („Image Signal Processing” technológia), az elsősorban a kameraérzékelőktől a bemenetre érkező videó javítására szolgáló gyorsítóegység a szükséges hardverfunkciókkal felszerelve, és egy OSD motor (on-screen display, képernyőkijelzés) a kijelző gyorsításához. A legújabb processzorok néhány változata egy vagy több képfeldolgozó társprocesszort is integrál az SoC-be.

## Történet
A DaVinci processzorokat abban az időszakban kezdték bevezetni, amikor a homogén processzormagokkal rendelkező beágyazott processzorok széles körben elterjedtek. Ezek a processzorok vagy olyan magokon alapultak, amelyek jelfeldolgozásra voltak optimalizálva, mint a DSP-k vagy GPU-k, vagy olyan magokon, amik általános célú feldolgozást végeznek optimálisan, mint a PowerPC, ARM, és StrongARM. Egy általános célú processzor és egy DSP egyetlen csipre helyezésével a vezérlő és a média(feldolgozó) részeket egyaránt olyan processzorokon lehet végrehajtani, amelyek a saját feladatukban kiemelkedőek. A TI üzleti céljai érdekében igyekezett minél szélesebb ügyfélkört megnyerni, amelyek videófunkciókkal kívánták kiegészíteni elektronikus termékeiket. Emiatt a DaVinci processzorokat rendszer- és alkalmazásszoftvereket tartalmazó csomagajánlatokkal, fejlesztőeszközökkel („Code Composer Studio”), próbamodulokkal és hibakereső eszközökkel támogatta.

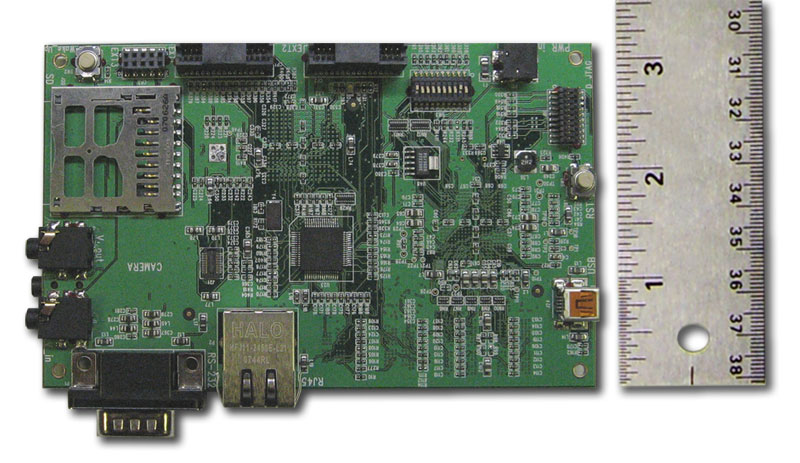
Egy korai DM6446 egykártyás számítógép

A TI 2005. december 5-én jelentette be első DaVinci márkájú videoprocesszorait, a DM6443 és DM6446 egycsipes modulokat.
Ezeket egy évvel később ugyanebbe a családba tartozó, de csak DSP-vel rendelkező változatok követték, a DM643x (DM6431, DM6433, DM6435, DM6437) csipek.
2007. január 15-én a TI megjelentette a DM6441-et, ami lábkompatibilis a DM6446-tal, de egy alsó kategóriás verzió.
A DaVinci termékvonal népszerű lett, a család később a következő termékekkel bővült:
- 2007. május 21. — TMS320DM648 — 40 dollárral alacsonyabb listaárú processzorkínálat biztonsági alkalmazásokhoz[11]
- 2007. szeptember 4. — TMS320DM355 — 10 dollár alatti ARM+koprocesszor csip MPEG-4 kódoláshoz/dekódoláshoz[12]
- 2007. december 30. — TMS320DM6467 — tízszeres teljesítményjavulás a DM6446-hoz képest[13]
- 2008. július 18. — TMS320DM335 — az ISP csak-ISP változata[14]
- 2008. november 18. — TMS320DM357 — alacsony árú valós idejű D1 H.264 videó kódolás[15]
- 2009. március 3. — TMS320DM365 — 10 dollár alatti ARM+koprocesszor csip 720p30[t 2] és 1080p H.264 kódolás/dekódolás[16]
- 2010. március 18. — TMS320DM8168 — 36 csatornás valós idejű D-1 H.264 kódolás/dekódolás vagy 6 csatornás valós idejű HD H.264 kódolás/dekódolás[17]
- 2010. április 14. — TMS320DM368 — a DM365-tel lábkompatibilis processzor, 1080p30 H.264 kódolás/dekódolásra képes[18]
- 2010. május 10. — DMVA2 — a DM365-tel és DM368-cal lábkompatibilis processzor, amely a H.264 tömörítésen kívül képes analitikát is végezni[19]
- 2011. március 1. — TMS320DM8148 — 12 csatorna a D-1 H.264 kódoláshoz, DSP-vel az analitikához[20]
- 2012. december 3. — DM385 és DM8107 — ARM+koprocesszor csipek, 1080p60 kódolást/dekódolást végez és magas minőségű képfeldolgozást. A DM8107 a többcsatornás DVR/NVR piacra készült[21]
- 2013. április 10. — DM369 — ARM+koprocesszor csip, lábkompatibilis a DM365-tel, DM365-tel és DMVA2-vel, javított gyenge fényviszonyok melletti teljesítménnyel[22]
- 2013. október 29. — DM388, DMVA3, DM383 — ARM+koprocesszor csip, lábkompatibilis a DM385-tel, továbbfejlesztett videóminőséggel és analitikával bővítve[23]

Ma a DaVinci processzorokat különböző videó- és gépi látási alkalmazásokban használják, mint például IP biztonsági kamerák, DVR/NVR rendszerek, gépkocsi-feketedobozok (car dvr vagy cab cam), drónok és hasonlók.

## Processzorok
A családba tartozó processzorok modellszámait hivatalosan TMS320 előtaggal kell ellátni, de az előtagot a rövidség kedvéért gyakran elhagyják (még a TI-nél is). Például, a DM6446 teljes cikkszáma TMS320DM6446-tal kezdődik és a tokozás (BGA) típusát és a hőmérsékleti besorolást jelző utótaggal rendelkezik.
| Processzor | megjelenés          | ARM  | DSP                                 | társprocesszor                        | kameraalkalmazás | többcsatornás DVR/NVR alkalmazás |
| ---------- | ------------------- | ---- | ----------------------------------- | ------------------------------------- | ---------------- | -------------------------------- |
| DM6446     | 2005. december 5.   | ARM9 | C64x+ DSP (digitális jelprocesszor) | ISP, OSD, VENC                        | Igen             |                                  |
| DM6437     | 2006. november 14.  | ARM9 | C64x+ DSP                           | ISP, OSD, VENC                        | Igen             |                                  |
| DM6441     | 2007. január 15.    | ARM9 | C64x+ DSP                           | ISP, OSD, VENC                        |                  |                                  |
| DM648      | 2007. május 21.     |      | C64x+ DSP                           |                                       |                  | Igen                             |
| DM355      | 2007. szeptember 4. | ARM9 |                                     | ISP, VICP, MJCP, OSD, VENC            | Igen             |                                  |
| DM6467     | 2007. december 30.  | ARM9 | C64x+ DSP                           |                                       |                  | Igen                             |
| DM335      | Jul 18, 2008        | ARM9 |                                     | ISP                                   | Igen             |                                  |
| DM357      | 2008. november 18.  | ARM9 |                                     | ISP                                   | Igen             |                                  |
| DM365      | 2009. március 3.    | ARM9 |                                     | ISP, HDVICP1, OSD, VENC               | Igen             |                                  |
| DM8168     | 2010. március 18.   | A8   | C64x+ DSP                           | ISP, HDVICP2, HDVPSS                  |                  | Igen                             |
| DM368      | 2010. április 14.   | ARM9 |                                     | ISP, HDVICP1, OSD, VENC               | Igen             |                                  |
| DMVA2      | 2010. május 10.     | ARM9 |                                     | ISP, HDVICP1, OSD, VENC, VCOP         | Igen             |                                  |
| DM8148     | 2011. március 1.    | A8   | C64x+ DSP                           | ISP, HDVICP2, HDVPSS, NF Engine, VCOP | Igen             | Igen                             |
| DM8127     | 2011. március 1.    | A8   | C64x+ DSP                           | ISP, HDVICP2, HDVPSS, NF Engine, VCOP | Igen             |                                  |
| DM385      | 2012. december 3.   | A8   |                                     | ISP, HDVICP2, HDVPSS                  | Igen             |                                  |
| DM8107     | 2012. december 3.   | A8   |                                     | ISP, HDVICP2, HDVPSS                  |                  | Igen                             |
| DM369      | 2013. április 10.   | ARM9 |                                     | ISP, HDVICP1, OSD, VENC, NF Engine    | Igen             |                                  |
| DM388      | 2013. október 29.   | A8   |                                     | ISP, HDVICP2, HDVPSS                  | Igen             |                                  |
| DMVA3      | 2013. október 29.   | A8   |                                     | ISP, HDVICP2, HDVPSS, VCOP            | Igen             |                                  |

1. 1 2  ISP: A Texas Instruments „Image Signal Processing” technológiája, más néven „Vision Pre-processing Accelerator” (VPAC). Ezzel külön képfeldolgozó processzorokat alkalmaz a videóprocesszorokon belül. A feldolgozóegység hardveresen gyorsított, a kameramodulokból érkező képek minőségének javítására szolgál, az érzékelőkből kapott nyers képek feldolgozásával. A TI az ISP technológiát több termékébe beépíti, jellemzően autóipari rendszerekbe.
2. ↑  720 vízszintes sor, progresszív scan, 30 FPS képfrissítés
3. ↑  OSD: „On-Screen Display”, a videókép fölé helyezett információkijelző rendszer, képernyőmenü
4. ↑  VENC: „Video Encoder” vagy „Video Encoding” funkcionalitás, a megjelenítendő képkockának a megjelenítő eszközökhöz küldött jelekké alakítását kezeli (adatok, overlay, szinkronjelek, stb.), lehet pl. kombinált H.264 és H.265 kódoló/dekódoló.
5. ↑  VICP: „Video and Image Coprocessor”, videó- és képfeldolgozó hardvergyorsító
6. ↑  MJCP: „Motion and still JPEG coprocessor”, a Texas Instruments DaVinci családjának egyik komponense, társprocesszor. Kezeli mind a mozgókép (videó), mind az állókép (JPEG) be- és kitömörítési feladatokat.

## Perifériák
A DaVinci processzorcsalád tagjai számos lapkán belüli perifériát tartalmaznak. Az adott eszköztől függően, ezek lehetnek:
- CCD vezérlő digitális fényképezőgép/camcorder alkalmazásokhoz
- BT.656 és MIPI CSI-2 videó/kamera bemeneti interfész
- memóriakártya-támogatás, például CompactFlash, SD kártya és MMC
- ATA interfész
- kapcsolódási lehetőségek, melybe beletartozik az Universal Serial Bus 2.0 hoszt és kliens üzemmódok, VLYNQ (full duplex soros kommunikációs interfész, FPGA, vezeték nélküli LAN, PCI), EMAC (Ethernet MAC) MDIO-val
- GPIO (általános célú bemenet/kimenet)
- továbbfejlesztett DMA
- megszakításvezérlő
- digitális LCD-vezérlő
- soros interfészek, beleértve SPI sín, I²C és I²S, UART
- hisztogram, autofókusz, automatikus expozíció és automatikus fehéregyensúly (H3A) gyorsítás
- képátméretezés-gyorsítás
- A/D és D/A konverterek analóg videó be- és kimenethez

## Könyvtárak
A legtöbb TMS320 DSP tartalmaz egy TMS320 Chip Support Library (CSL) könyvtár-változatot, amely a perifériák vezérlésére használt API.
Mivel azonban a DaVinci filozófiája az volt, hogy lehetővé tegye az ARM/Linux oldal számára a perifériák Linux-illesztőprogramokon keresztül történő vezérlését,
a DM644x-on (kétmagos ARM/DSP) a CSL-támogatás jelenleg nem elérhető a DSP számára.

## Operációs rendszerek

A Texas Instruments által biztosított speciális pluginok segítségével a GStreamer kihasználja a TI DaVinci processzorai által nyújtott hardveres gyorsítást

A DaVinci-alapú eszközökben található DSP-k általában a TI TI-RTOS Kernel valós idejű operációs rendszerét futtatják. Ha több heterogén mag van az eszközben (ilyen például a DM644x), a DSP/BIOS Link meghajtók mind az ARM, mind a DSP környezetekben is futnak, hogy a kettő közötti kommunikációt biztosítsák.
Több operációs rendszer támogatja a DaVinci ARM változatait és a DSP/BIOS Link illesztőprogramokat:
- FreeBSD
- Linux kernel
- Mentor Graphics Nucleus PLUS RTOS
- Green Hills Software INTEGRITY RTOS
- QNX Neutrino
- Windows CE
- LEOs (RTOS)

## Fordítás
Ez a szócikk részben vagy egészben  a   Texas Instruments DaVinci című angol Wikipédia-szócikk ezen változatának fordításán alapul.  Az eredeti cikk szerkesztőit annak laptörténete sorolja fel. Ez a jelzés csupán a megfogalmazás eredetét és a szerzői jogokat jelzi, nem szolgál a cikkben szereplő információk forrásmegjelöléseként.